# Труженики тыла
Труженики тыла Великой Отечественной войны — лица, которые в период с 22 июня 1941 года по 9 мая 1945 года не менее шести месяцев проработали в тылу, а также награждённые орденами или медалями СССР за самоотверженный труд во время Великой Отечественной войны.

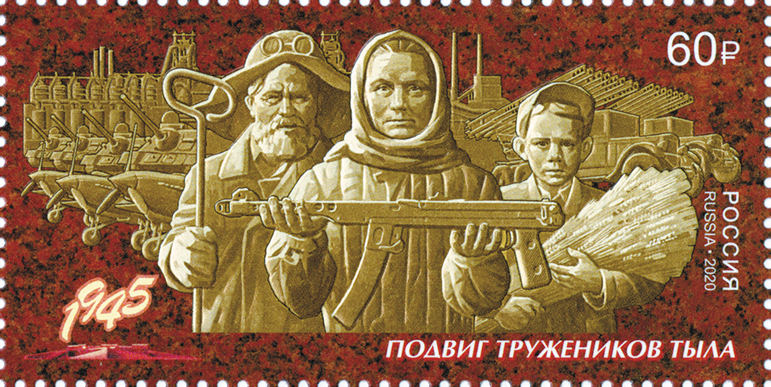
Почтовая марка. 2020 год. Россия. Труженики тыла